# Карачарово (городской округ Домодедово)
Карачарово — деревня в городском округе Домодедово Московской области.

## География
Находится в южной части Московской области на расстоянии приблизительно 26 км на юго-восток по прямой от железнодорожной станции Домодедово.

## История
Упоминается с 1578 года.

## Население
Постоянное население составляло 5 человек в 2002 году (русские 100 %), 4 в 2010.